# فرانسوا رمتر
فرانسیوس رمتر (به فرانسوی: François Remetter) بازیکن فوتبال و دروازه‌بان اهل فرانسه است که از سال ۱۹۵۳ تا ۱۹۵۹ میلادی عضو تیم ملی فوتبال فرانسه بوده‌است. وی در ۲۶ بازی ملی حضور داشته است و در بازی‌های ملی‌اش گلی به ثمر نرساند.